# 캐롤라인 코시
캐롤라인 코시(Caroline Cossey, 1954년 8월 31일 ~ )는 잉글랜드의 모델로, 예명 툴라(Tula)로 잘 알려져있다. 제임스 본드 영화에 출연했으며 뉴스 오브 더 월드에서 그녀가 트랜스젠더임이 공개되었다.

## 어린 시절
배리 케네드 코시(Barry Kenneth Cossey)라는 이름의 소년으로 길러졌다. 사춘기에 클라인펠터 증후군에 해당되는 여성적인 특징이 나타났다. 이것은 나중에 알게 되었지만 그가 XXXY 염색체를 가지고 있기 때문이었다. 코시의 자서전에 따르면 여성성으로 인해 놀림을 받았다. 자라면서 여자 형제와 함께 어머니의 옷을 입으며 놀았다. 수술 전부터 여성으로 생활하기 시작했다.